# Stählemühle
Die Stählemühle ist eine seit 1976 stillgelegte wasserbetriebene Getreidemühle im Eigeltinger Ortsteil Münchhöf und wurde bis Ende 2018 als Destillerie für Edelobstbrände geführt.

## Lage
Eingebettet in die Vulkanhügel des Oberen Hegaus liegt die Stählemühle am Münchhöfer Mühlenbach, einem Zufluss der Stockacher Aach. Das Anwesen findet seine erste Erwähnung um 1753/54 in den Büchern des Klosters Salem als „Mittlere Mühle“. Die heutige Bezeichnung „Stählemühle“ stammt von der Müllerfamilie Anton Stähle, welche die Mühle ein Jahrhundert lang, von 1876 bis zu ihrer Stilllegung im Jahr 1976, als wasserbetriebene Getreidemühle für die Bauernschaft der Region betrieben hat.

## Geschichte
Seit Mitte des 19. Jahrhunderts wurde in der Stählemühle nachweislich unter Abfindung Schnaps gebrannt. Das zu dieser Zeit eigens erbaute „Brennhäusle“, in dem sich auch der Holzbackofen und die Gesellenwohnung des Lehrlings befindet, zeugt heute immer noch vom klassischen Ensemble eines Mühlenanwesens.

## Brennerei
Seit dem Jahr 2004 wird das Anwesen von Christiane Schoeller und Christoph Keller bewirtschaftet. Seit 2005 wurden unter dem Markennamen „Stählemühle“ hier Destillate aus regionalen Obstsorten sowie internationalen Obst-Spezialitäten in individuell gebrannten Kleinstauflagen von 10 bis maximal 200 Flaschen produziert. Die Brände der Stählemühle wurden mit diversen internationalen Preisen (Destillata, Preis der Besten der DLG, Goldenes Stamperl, Ehrenpreise u. a.) ausgezeichnet.
Die Edelobstbrennerei Stählemühle stellte auch eine exklusive Serie von Schnaps-Editionen mit international renommierten Künstlern (u. a. Jonathan Meese, Jonathan Monk, Tim Lee) in limitierten Auflagen her.
Im November 2017 gab Christoph Keller bekannt, dass er die Brennerei schließen will. Auf seiner Homepage spricht er über die Gründe, warum die Brennerei seit 31. Dezember 2018 geschlossen ist.